# Вайнер Лазар Самуїлович
Ла́зар Самуї́лович Ва́йнер (англ. Lazar Weiner, рос. Лазарь Вайнер; 24 жовтня 1897, Черкаси, Російська імперія — 10 січня 1982, Нью-Йорк, США) — американський композитор єврейського походження, автор музики пісень на їдиш та юдейської літургійної музики.

## Життєпис
Лазар Вайнер народився 24 жовтня 1897 року у Черкасах у багатодітній єврейській родині Самуїла та Гуссі Вайнерів. З юдейською літургійною традицією Лазар Вайнер ознайомився у часи перебування співаком у хорі однієї з черкаських синагог та по переїзді Вайнерів до Києва у 1907 році Лазар стає співаком однієї з київських синагог.
У 1910 році батьки записали свого обдарованого сина до Державної консерваторії у Києві, де він навчався до 1914 року грі на фортепіано та музичній теорії. Цього ж року родина Вайнерів іммігрувала до США, де вони оселилися у Нью-Йорку, а трохи згодом Лазар Вайнер отримав американське громадянство.
У США здібний юнак продовжив свої заняття музикою, а саме почав працювати акомпаніатором у вчителя вокалу, виступав на концертах з видатними вокалістами. На початку 1920-х років, під час навчання у відомих композиторів Роберта Рассела Беннета, Фредеріка Джейкобі та, серед них — у найважливішого для його кар'єри, Джозефа Шилінгера, Вайнер отримав змогу поглибити свої знання з музики в її європейській класичній традиції. Він також зосереджував свої зусилля й на удосконаленні літературної мови ідиш та покладенні написаної на ній поезії на музику. Через шанованого у авангардних колах юдеїв скрипаля Наума Варуха Мінкоффа Вайнер познайомився з іншими юдейськими митцями. Нові компаньйони допомогли Лазареві Вайнеру змінити не лише його мистецьке, але й приватне життя. Сценарист Перетс Хіршбейн познайомив Вайнера з Сарою Наомі Шумятчер, з якою у 1921 році Лазар Вайнер одружився. У їхньому шлюбі народилося двоє синів, один з них, Єгуді Вайнер (нар. 1929 року), продовжив справу батька і став успішним композитором та виконавцем юдейської музики.
У 1922 році Лазар Вайнер надіслав до Берліна декілька текстів своїх пісень відомому композитору Джоелу Енджелу, останній, достойно оцінив пісні Вайнера, як «перспективні в композиційній витонченості», але, у них не вистачало «єврейської музичної чутливості». Після схвального відгуку Вайнер встановлює зв'язок із Санкт-Петербурзькою спілкою єврейської народної музики та кількома її членами в Америці. Під впливом творів відомих на той час єврейських композиторів Лазаря Самінського (1882—1959) та Джозефа Акрона (1886—1943), Вайнер почав писати свої пісні в композиційній традиції Ашкеназі та розвивати єврейську пісню у контексті американської культури. Але, на відміну від інших єврейських композиторів, на котрих вплинула Санкт-Петербурзька спілка, Вайнер заявив про себе як прихильник юдейства через тексти віршів на івриті, тоді як їх композиція була характерною для лінгвістичних ритмів їдиш.
Вайнер отримав визнання у публіки завдяки керівництву єврейськими хорами у Нью-Йорку, зокрема, «Нью Йорк Фрейхейт Гесангс Верей», «Ідиш Калче Корус» та міжнародним жіночим хором спілки «Гармент уоркерз». Його найбільшим досягненням як диригента стали виступи хору «Робітничий гурт», котрим він керував протягом тридцяти п'яти років, починаючи від 1930 року. Завдяки Лазару було розширено репертуар пісень, виконуваних на ідиш. Він також займався перекладами на їдиш лібрето до класичних хорових творів відомих європейських композиторів — Людвіга ван Бетховена, Джоаккіно Россіні, Вольфганга Амадея Моцарта, Фелікса Мендельсона, Франца Шуберта. Вайнер створив власні кантати, зокрема, «Легенду про працю» (1933), «Для тебе, Америко» (1944) та «Пролог до голема» (1951), які власне сам і виконував, а також виконував пісні інших відомих єврейських композиторів. За роки своєї кар'єри Вайнер написав партитуру опери «Голем» (1956) та заснував щотижневу радіопрограму «Послання Ізраїлю», яка репрезентувала радіослухачам нову єврейську музику.
Вайнер також сприяв розвитку літургійної музики для юдейської реформованої служби, що допомогло йому невдовзі зайняти посаду диригента в центральній синагозі Нью-Йорка, де у 1930—1974 роках він спромігся кардинально реформувати службу та замінити музику світських композиторів мелодіями в юдейській літургійній традиції. Авторство більшості піснеспівів, що виконувалися під час служби, належало Вайнеру, а інші — авторства Джозефа Акрона та Ернеста Блоха. Лазар Вайнер й надалі продовжував пропагувати єврейську музику, до кінця свого життя даючи уроки композиції та читаючи лекції в коледжі Єврейського союзу, в Юдейській духовній семінарії, музичній школі Джиліард та у єврейській асоціації молодих людей (англ. Young Men's Hebrew Assotiation, YMHA) і єврейській молодіжній жіночій організації (англ. Young Women's Hebrew Association, YWHA).
Помер Лазар Вайнер від серцевого нападу у Нью-Йорку 10 січня 1982 року, після невдалого лікування атеросклерозу. Похований у Седар Парку на цвинтарі Бет Ел, що знаходиться у м. Парамус, Нью-Джерсі.